# مدرسة بناني الثانوية الدولية
مدرسة بناني الثانوية الدولية هي مدرسة ثانوية دولية داخلية للبنات تقع في تشيسامبا، زامبيا. أقرب قرية إليها هي ليتيتا. تُعد المدرسة مؤسسة غير ربحية وتتبع مبادئ الديانة البهائية. افتتحتها مؤسسة ويليام مموتلي ماسيتلا تحت إشراف التجمع الروحي الوطني للبهائيين في زامبيا، وسُمّيت على اسم أيادي الأمر موسى بناني.

## شعار المدرسة
«ليكن نظرك شاملاً للعالم، لا مقتصرًا على ذاتك.» — بهاء الله (ألواح بهاء الله، ص. 87)

## تاريخ
بدأ التخطيط للمدرسة في عام 1987، وبدأ البناء في عام 1990. افتُتحت المدرسة في عام 1993 بوجود 65 طالبة. وفي عام 1996، جرى افتتاحها رسميًا بحضور أكثر من 100 طالبة، على يد وزير التربية والتعليم، أ. هامبايي، إلى جانب مسؤولين من المجتمع البهائي العالمي مثل كيسير بارنز، فريدون جواهري، وآخرين، من بينهم داعمون من النمسا وجنوب إفريقيا.
توجد جهود حاليًا لتوسيع عدد الطالبات من المنطقة ليشمل طالبات نهاريات للمرحلة الثانوية، إلى جانب البدء في إنشاء مدرسة ابتدائية.

## المرافق
تشمل المناطق التعليمية ثماني قاعات دراسية، ومختبر علوم، ومختبر حاسوب يحتوي على 30 محطة، ومناطق زراعية، ومكتبة.
تتسع المساكن لما يصل إلى 200 طالبة، وتضم قاعة مشتركة للطالبات الكبار (تتضمن مسرحًا واستوديو تسجيل)، وملاعب، ومسبحًا، ومتجرًا داخل الحرم. كما توجد مرافق لممارسة الرياضة.

## البرنامج
تشمل الدورات المقدمة:
- الرياضيات الإضافية
- الزراعة
- الأحياء
- تطور الشخصية
- الكيمياء
- اللغة الإنجليزية
- اللغة الفرنسية
- الجغرافيا
- التاريخ
- الرياضيات
- الفيزياء
- الديانات العالمية
- المحاسبة
- دراسات الأعمال
- التربية البدنية
- علم الحاسوب
- تقانة المعلومات

تُقدَّم معظم المقررات بشكلين: أساسي للطالبات المتوسطات، وإضافي للطالبات المتفوقات. وتقدّم المدرسة مجموعات شبابية للفتيات الصغيرات، حيث تُقسَّم الطالبات إلى مجموعات مختلفة لمناقشة جوانب من حياتهن. وتشرف على كل مجموعة فتاة من الصفوف العليا تُعرف باسم "المنشطة"، وتكون بقية العضوات من الطالبات الأصغر سنًا.

## الاعتماد والجوائز
يُستخدم منهج وزارة التربية والتعليم الزامبية للصفين الثامن والتاسع، وتُجرى في نهاية الصف التاسع امتحانات إنهاء المرحلة الثانوية الدنيا. أما الصف العاشر فيُعد سنة تمهيدية وتعريفية بمنهج جامعة كامبريدج للصفين 11 و12، الذي يتيح للطالبات الحصول على الشهادة الدولية العامة للتعليم الثانوي أو دبلوم كامبردج في مهارات تقانة المعلومات.
قيّم موقع "African Almanac" المدارس في إفريقيا، ونشر قائمة بأفضل 100 مدرسة ثانوية، ووردت مدرسة باناني في المرتبة 93 لعام 2003.
تُعقد في المدرسة سنويًا مؤتمر لمعلمي المدارس الابتدائية بتنسيق من "رابطة المدارس المستقلة في زامبيا (ISAZ)".

## ثقافة المدرسة
ترتدي الطالبات الزي المدرسي طوال الأسبوع باستثناء عطلة نهاية الأسبوع. ويحضرن تأملات بهائية كل يوم اثنين وجمعة. معظم الطالبات من زامبيا، ولكن هناك أيضًا بعض الطالبات المقيمات في دول أخرى. ويختلف جنسيات طاقم العمل، إذ يضم كنديين وزامبيين وكونغوليين وأوغنديين وأميركيين.